# Fritz Feddersen
Hans Ditmar Frederik "Fritz" Feddersen (22. juni 1805 i København – 12. maj 1863 på Petersgård) var en dansk guvernør og politiker.

## Liv og virke

### Tidlig karriere
Han var en søn af daværende chef for Rentekammerets 1. slesvigske Kontor, senere amtsforvalter i Rendsborg, Peter Feddersen (6. november 1765 - 30. december 1845) og Margrethe født Tersling (14. marts 1779 - 19. september 1836), blev 1822 dimitteret fra Borgerdydskolen i København, tog 1827 juridisk embedseksamen, blev samme år volontør i Højesterets justitskontor, 1830 tillige fuldmægtig hos kammeradvokaten, vandt 1831 Universitetets guldmedalje for besvarelsen af et juridisk prisspørgsmål, blev 1832 auditør i Armeen, men tiltrådte straks efter med offentlig understøttelse en treårig videnskabelig udenlandsrejse, blev 1835 auditør ved Kongens Livjægerkorps, 1837 medlem af direktionen for Københavns Fattigvæsen, efter at han havde lagt sin interesse for de ubemidlede klasser for dagen ved sit skrift Om Asylerne, deres Vigtighed for den arbejdende Stand og deres Betydning for Staten (1836), og i 1839 kancelliråd. 

### Næstformand i Industriforeningen
De følgende år tog han livligt del i bevægelserne på det industrielle område, var i et par år næstformand i Industriforeningen og blev endog valgt til dens formand, men afslog valget.

### Repræsentant i Øernes Stænderforsamling
Også af datidens politiske liberalisme følte han sig stærkt tiltalt, og han mødte i 1842 som valgt fra København i øernes stænderforsamling i Roskilde, hvis sekretær han var. Året forud havde kongen bemyndiget Kancelliet til at udtale sin misbilligelse af, at han, skønt kongelig embedsmand, på et offentligt valgmøde havde sagt, at folkets repræsentanter burde have en bestemmende mening om skatternes anvendelse. Ligesom der imidlertid i Kancelliet var delte anskuelser om betimeligheden af denne reprimande, således blev kongens misnøje ikke af lang varighed, thi i slutningen af 1842 udnævntes Feddersen til kommitteret i General-Toldkammer- og Kommercekollegiet og samtidig til justitsråd. 1848 blev han kommitteret hos kolonialdirektøren; 1850 lykkedes det ham i London at afslutte det ved krigen nødvendiggjorte store statslån på særdeles gunstige betingelser og blev Ridder af Dannebrogordenen. Samme år konstitueredes han til borgmester, politidirektør og direktør for Døvstummeinstituttet i Slesvig by. 

### Guvernør over Dansk Vestindien
Fra 1851 til 1855 var han guvernør over Dansk Vestindien, hvor det lykkedes ham ved åndsnærværelse og konduite at dæmpe en alvorlig negeropstand på St. Croix, i hvilken anledning han fik Kommandørkorset af Dannebrogordenen 1853, hvortil i 1855 føjedes kammerherretitlen.

### Sparekassedirektør og politiker
Efter sin hjemkomst fra Vestindien indtrådte han ikke mere i statstjenesten; derimod var han fra 1856 til 1862 medlem af direktionen for Sparekassen for Kjøbenhavn og Omegn og repræsenterede fra 1860 til sin død, 12. maj 1863 (på Petersgård), Københavns 3. Valgkreds som medlem af Folketinget, hvor han sluttede sig til centrum. Ligeledes deltog han i Industriforeningens virksomhed for næringsfrihedens indførelse og skrev et par politiske pjecer: 1856 Danmark og Nordamerika om Øresund, 1859 Om de tyske Noter som Grundlag for den holstenske Stænderforsamlings Betænkning i Forfatningssagen. Han var en mangesidig dannet, begavet og kundskabsrig mand med en vindende personlighed, dygtig og nidkær, men tillige human i sin embedsgerning.

## Ægteskaber
Feddersen var to gange gift:
1. 5. december 1840 med Ingeborg Cathrine Johanne Jensine Deegen (1. april 1816 i København - 22. november 1853 i Christiansted), datter af etatsråd Colbjørn Deegen og Anne Eleonora Margrethe født Lemming.
2. 20. marts 1858 med Nanna Felicia Augusta Bilsted (18. juli 1820 i København - 21. januar 1889 på Frederiksberg), datter af kammeradvokat Hans Bilsted og enke efter fideikommisbesidder Michael Conrad Fabritius de Tengnagel til Petersgård.

Han er begravet på Kalvehave Kirkegård.